# Constructions aéronautiques Émile Dewoitine
Les Constructions aéronautiques Émile Dewoitine, devenue Société française aéronautique (Avions Dewoitine), étaient une société française de construction d'avions fondée par Émile Dewoitine à Toulouse en octobre 1920.

## Histoire

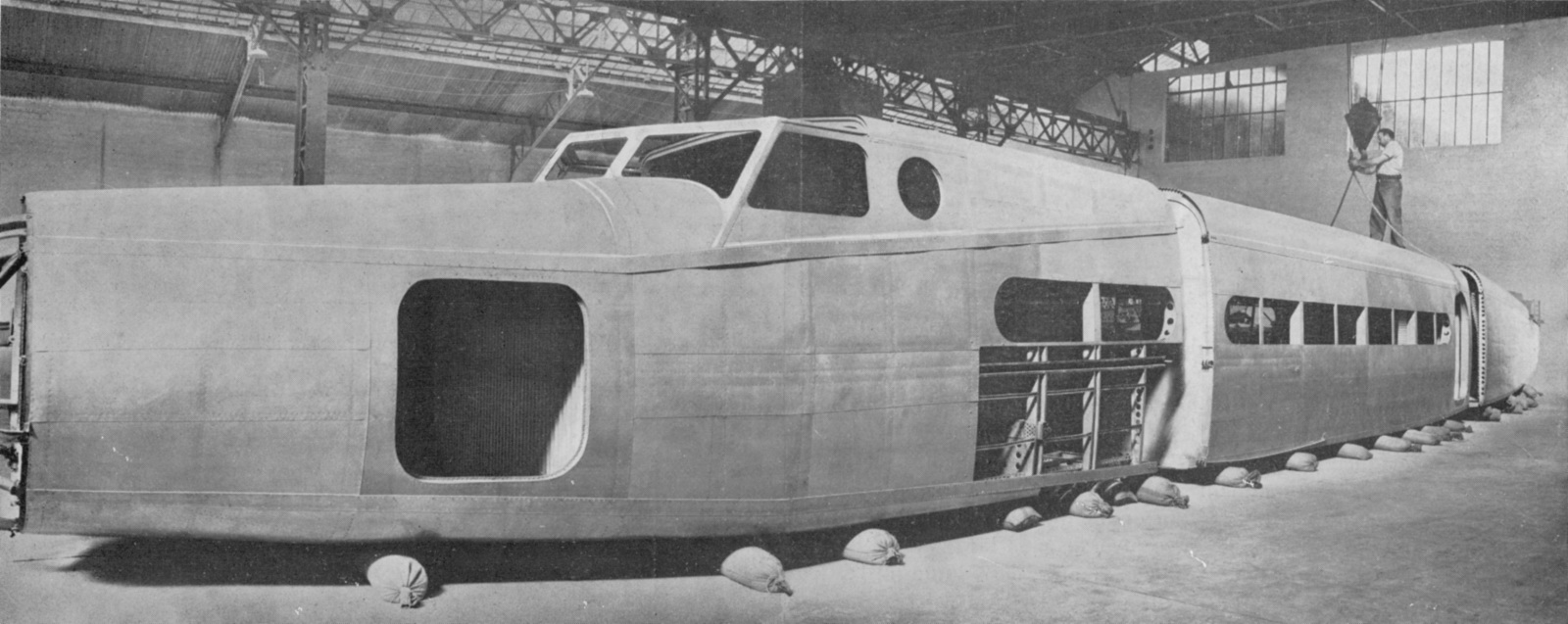
Assemblage du fuselage d'un Dewoitine D.338 en 1934. Construit en duralium, l'appareil se distingue du D.333 par son hublot rond au niveau du cockpit.

Les premiers produits de la société ont été une série de chasseurs à aile haute qui ont été largement ignorés par l'armée de l'air française, mais achetés en grande quantité à l'étranger et construits sous licence en Italie, Suisse et Tchécoslovaquie.
La société a été liquidée en janvier 1927. Le seul programme actif (le D.27) étant transféré à EKW en Suisse. La société a été recréée à Paris en mars de l'année suivante, sous la dénomination « Société française aéronautique » (Avions Dewoitine). Après une brève poursuite de la production du D.27, l'entreprise reconstituée a produit une série de chasseurs, la famille D.500, qui est devenue une des composantes majeures de l'aviation française durant les années 1930.
Elle a également conçu des avions civils, tels que le D.333 et son dérivé le D.338, conçu pour relier par les airs, pour la première fois, l'Indochine française et, éventuellement, Hong Kong.
L'entreprise a été nationalisée en mars 1937 et renommée « Société nationale des constructions aéronautiques du Midi » (SNCAM). Elle a produit le D.520, le chasseur le plus performant de l'Armée de l'air française en 1940, mais malheureusement produit en nombre insuffisant pour constituer une opposition sérieuse à la Luftwaffe dans la bataille de France.
Dewoitine, en tant qu'entité reconnaissable, a pris fin lors de son absorption dans la SNCASE en décembre 1940, date à laquelle Émile Dewoitine quitte la société pour rejoindre la SIPA. Dès lors, aucun autre avion ne sera produit sous le nom de Dewoitine.

## Quelques modèles

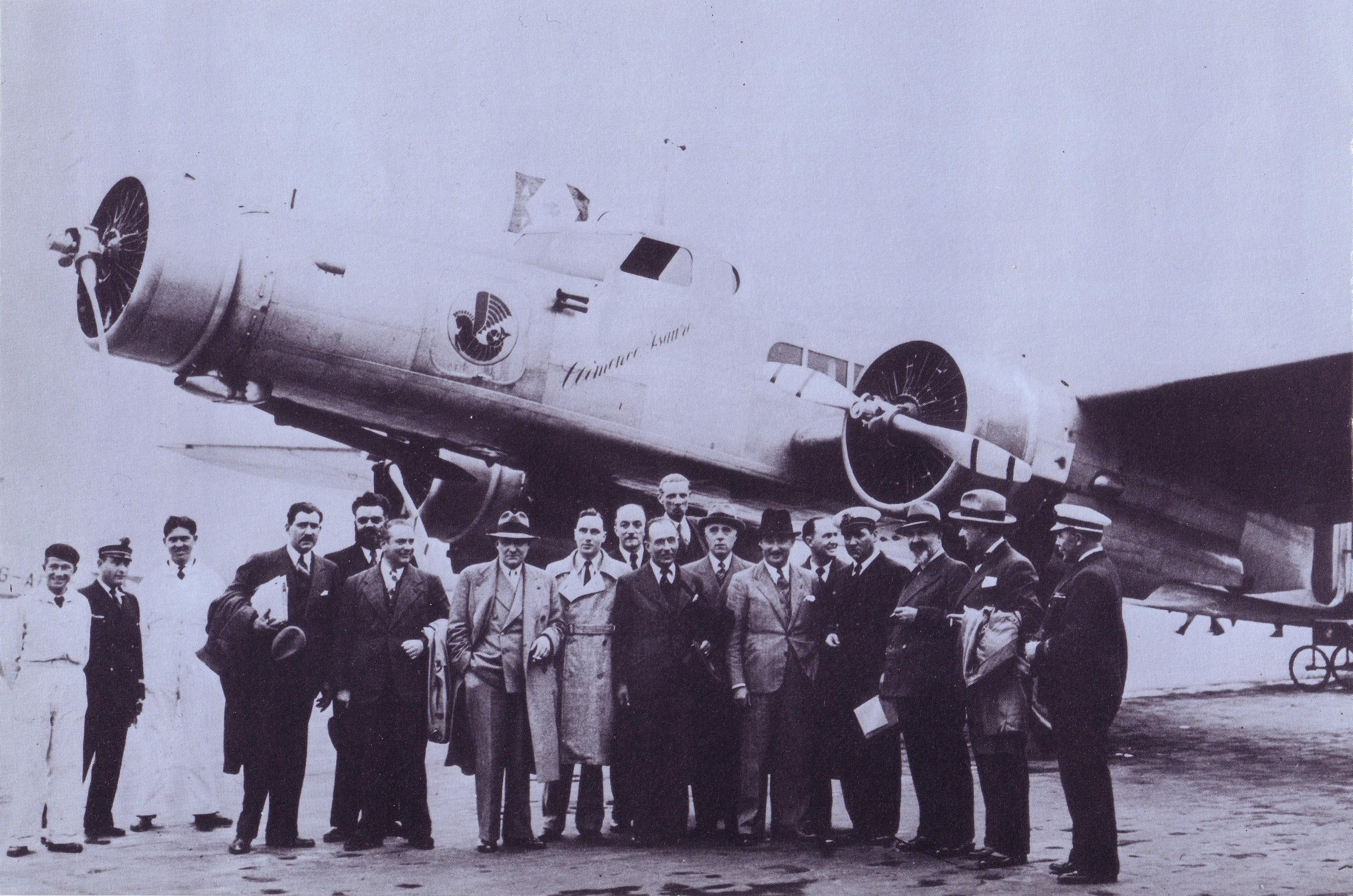
Max Hymans, rapporteur de la Commission de l'air de la Chambre des Députés à l'escale de Vienne et en partance pour Moscou devant un Dewoitine D 338 en 1936 (le pilote étant Paul Codos, à l'extrême gauche sur la photo).

Émile Dewoitine a sorti, entre 1922 et 1940, 35 types d'avions différents :
- 1922 
  - D.1 chasseur monoplan parasol. 234 exemplaires à l'exportation ;
- 1923 
  - p. 2 planeur à aile médiane ;
  - D.7 (en) monoplace de course ;
  - D.8 chasseur monoplan à fuselage métallique « haute altitude » ;
- 1924 
  - D.9 chasseur dérivé du D1, entièrement métallique. 165 exemplaires construits ;
  - D.14 (en) monoplan de transport civil ;
- 1925 
  - D.19 chasseur monoplan, 3 exemplaires construits pour la Suisse ;
- 1926 
  - D.25 (en) chasseur biplace, 5 exemplaires construits dont 4 pour l'Argentine ;
- 1928 
  - D.28 (en) monoplan de transport pour 6 passagers ;
- 1929 
  - D.26 chasseur monoplan métallique, 10 exemplaires construit par Dewoitine et assemblé par EKW en Suisse.
  - D.27-III chasseur monoplan métallique, 65 exemplaires construits en Suisse par EKW;
- 1931 
  - D.30 (en) monoplan de transport pour 10 passagers ;
- 1931 
  - D.33 Trait d'union monomoteur civil de record, 2 exemplaires construits ;
- 1932 
  - D.31 trimoteur de transport pour 10 passagers ;
  - D.481 monoplan à aile basse pour l'entraînement ;
  - D.500 chasseur monoplan à aile basse, 97 exemplaires construits pour l'Armée de l'Air française ;
  - D.430 (en) trimoteur triplace à aile haute de « police coloniale » ;
  - D.501 chasseur monoplan à aile basse, 143 exemplaires construits ;
- 1933 
  - D.332 Émeraude trimoteur de transport pour 8 passagers, établit le record Paris-Saïgon, s'écrasa dans le Morvan lors du vol retour le 15 janvier 1934 ;
- 1934 
  - D.371 monoplan de chasse, 82 exemplaires construits pour l'Armée de l'Air française et la Marine, 14 D.372 cédés à la Seconde République espagnole ;
- 1935 
  - D.333 trimoteur de transport pour 10 passagers, 3 exemplaires construits exploités par Air France ;
  - D.510 chasseur monoplan à aile basse, 120 exemplaires construits ;
- 1936 
  - D.338 trimoteur de transport pour 22 passagers, 31 exemplaires construits pour Air France ;
  - D.620 trimoteur de transport pour 30 passagers ;
- 1938 
  - D.342 trimoteur de transport pour 24 passagers ;
  - D.520 chasseur monoplan, 907 exemplaires construits pour l'Armée de l'Air française, dont 403 avant l'armistice ;
- 1939 
  - D.750 bimoteur triplace bombardier-torpilleur (1 prototype)
  - D.770 bimoteur triplace de bombardement ;
- 1940 
  - HD.730 hydravion biplace de reconnaissance.

## Sources
- Air et Cosmos, no 1255, 21 octobre 1989.
- Dewoitine D.26 sur le site de l'AMPA.